# 南京市第二十九中学
南京市第二十九中学（原江苏教育学院附属高级中学）是南京市一所普通高中，创办于1945年。现已组建成为南京二十九中教育集团，下属龙江高中部、玉泉初中部、石城初中部和致远（凤凰）初中部四个校区分区教学。

## 校史
学校建校1945年，始建名私立石城中学。
1956年学校更名为南京市第二十九中学。1960年学校更名为江苏教育学院附属中学。1999年学校更名为江苏教育学院附属高级中学。2003年8月，該校以江苏教育学院附属高级中学的名义组建南京二十九中教育集团。
2016年至2020年间，南京二十九中本科一批达线率大幅攀升。

## 学校资源
該校下属四个校区
- 1.龙江校区（高中）（江苏省四星级高中）：南京市鼓楼区蓝天园23号
- 2.玉泉校区（初中）：南京市鼓楼区玉泉路1号
- 3.石城校区（初中）：南京市鼓楼区北圩路129号
- 4.致远校区（初中）：南京市鼓楼区汉中门凤凰街凤凰庄4号